# Raport Seebohma
Raport Seebohma (ang. Seebohm report) – brytyjski raport społeczny z 1968 opracowany na zlecenie rządu brytyjskiego przez komitet powołany 20 grudnia 1965 pod przewodnictwem Frederica Seebohma, bankiera i reformatora usług społecznych.
Celem raportu był przegląd działania i funkcjonowania organizacji związanych ze świadczeniem usług społecznych prowadzonych przez władze lokalne. Istotne było też pytanie badawcze, czy należy wprowadzić zmiany w celu zapewnienia bardziej skutecznej i kompleksowej usługi podopiecznym. Komitet po trzech latach prac poinformował, że rekomenduje połączenie szeregu usług społecznych i socjalnych w jednej organizacji lokalnej. Jednostka taka obejmować miała usługi świadczone przez organizacje na rzecz dzieci, usługi opieki społecznej, usługi socjalne, pomoc opiekuńczą, ochronę zdrowia psychicznego i inne. Duży nacisk położono na organizowanie społeczności lokalnej i działalność prewencyjną. W raporcie zalecono, aby istniał bardziej spójny model opieki nad osobami starszymi, w tym wczesna identyfikacja ich złożonych potrzeb. Rząd brytyjski ze zrozumieniem przyjął raport i zobowiązał się do przeprowadzenia konsultacji oraz nawiązania współpracy z samorządem lokalnym w celu dokonania przeglądu zaleceń Seebohma. Wiele z tych wytycznych wprowadzono potem w życie, tworząc nową organizację pomocy społecznej. Raport miał bardzo duży wpływ na działania pomocy społecznej i pracę socjalną w następnych dziesięcioleciach.